# 성정선
성정선(1953년 ~ )은 대한민국의 배우이다.

## 주요 출연작품

### 연극
- 《만선》
- 《염전이야기》
- 《상록수》
- 《동치미》
- 《환생구역》
- 《남에서 온 손님》
- 《아버지의 나라》
- 《유리동물원》
- 《오거리 사진관》
- 《뼈와 살》
- 《심청전》
- 《안내놔 못내놔》

### 영화
- 《살인의 추억》
- 《행복한 장의사》
- 《님은 먼 곳에》
- 《곡성》

### 시사예능프로그램
- 《기막힌 이야기 실제상황》

### 드라마
- 《국수의 신》
- 《찬란한 내 인생》 :  왕 여사 역
- 《이상한 변호사 우영우》